# Mali molekul
U molekularnoj biologiji i farmakologiji, mali molekul je organsko jedinjenje male molekulske težine (<900 daltona) koje se koristi za regulaciju bioloških procesa, sa veličinom reda 10−9 m. Većina lekova su mali molekuli.
Gornja granica molekulske težine za male molekule je približno 900 daltona, što otvara mogućnost za brzu difuziju kroz ćelijske membrane tako da oni mogu da dosegnu do svojih intracelularnih mesta dejstva. Dodatno, ovo ograničenje u pogledu molekulske težine je neophodan, ali dovoljan uslov za oralnu bioraspoloživost. Konačno, granica molekulske težine od 500 daltona (kao deo „pravila petice“) se preporučuje za razvoj malih molekula kao kandidata za lekove na bazi praćenja kliničke stope neuspeha, koja je znatno umanjena ako se molekulska težina drži ispod 500 daltona.
Farmakologija obično ograničava termin na molekule koji se vezuju za specifični biopolimer — kao što je protein ili nukleinska kiselina — i deluju kao efektori, menjajući aktivnost ili funkciju biopolimera. Mali molekuli mogu da imaju raznovrsne biološke funkcije, služeći kao ćelijski signalni molekuli, kao lekovi u medicini, kao pesticidi u poljoprivredi, i mnoštvo drugih uloga. Ta jedinjenja mogu da budu prirodna (kao što su sekundarni metaboliti) ili veštačka (kao što su antiviralni lekovi); ona mogu da imaju korisno dejstvo u suzbijanju bolesti (kao što su lekovi) ili mogu da budu detrementalna (kao što su teratogeni i karcinogeni). Biopolimeri kao što su nukleinske kiseline i proteini, i polisaharidi (poput skroba ili celuloze) nisu mali molekuli — mada se njihovi konstituentni monomeri — ribo- ili dezoksiribonukleotidi, aminokiseline, i monosaharidi, respektivno — normalno smatraju malim molekulima. Veoma mali oligomeri se isto tako obično smatraju malim molekulima, na primer dinukleotidi, peptidi kao što je antioksidant glutation, i disaharidi kao što je saharoza.
Mali molekuli se isto tako mogu koristiti kao istraživačka oruđa za ispitivanje biološke funkcije, kao i vodeća jedinjenja u razvoju novih terapeutskih agenasa. Neki od njih mogu da inhibiraju specifičnu funkciju multifunkcionalnog proteina ili da onemogućavaju protein–protein interakcije.

## Spoljašnje veze
- Small+Molecule+Libraries на 